# أحمد جمعة (لاعب كرة قدم إماراتي)
أحمد جمعة الجنيبي (2 يناير 1986-)، لاعب كرة قدم إماراتي، لاعب المنتخب الإماراتي ونادي الجزيرة السابق. مثل أندية الجزيرة و الوصل و الشعب و اتحاد كلباء و دبي و العروبة و نادي ريجينال.
البداية في المراحل السنية من أكاديمية نادي الوحدة، بعدها الانتقال لنادي الجزيرة على مستوى الفريق الأول.